# Институт за защита на паметниците на културата и музей – Струмица
Националната институция Институт за защита на паметниците на културата и музей – Струмица (на македонска литературна норма: Национална установа Завод за заштита на спомениците на културата и Музеј – Струмица) е музей и научна организация в град Струмица, Северна Македония.

## История и дейност
Създаден е в 1952 година като провинциален музей. Първата изложба е организирана на 1 май 1955 година и съдържа материали от историята, етнографията и археологията. В рамките на дейностите си институтът извършва археологически разкопки на църквите във Водоча, Велюса, археологическия обект „Свети Петнадесет тивериополски мъченици“, Орта джамия, Цареви кули и много други.
Институтът и музей публикува няколко книги, каталози, брошури и пътеводители: „Производството“ (1989), „Галерия икони“ – каталог на изложбата (2000), „Християнството в културата и изкуството на Струмишката епархия“ (2002) „Духовните традиции на Тивериопол“ (2003), „Струмица културно-историческо наследство“ (2005), „Производството“. Институтът и музей разполага с изложбена площ, къщата музей на Благой Янков – Мучето, Старата турска поща и Галерията на икони.
На 1 януари 2005 година институтът прерасва в регионален консервационен център, отговарящ за Струмица, Дойран, Валандово, Богданци, Гевгели и техните околии.

## Сграда
Дели сграда заедно с Държавния архив на Република Македония – Отделение Струмица. Сградата е построена в 1931 година и е обявена за паметник на културата.